# Славољуб Муслин
Славољуб Муслин (Крагујевац, 15. јун 1953) српски је фудбалски тренер и бивши играч. Тренерску каријеру је започео 1989. године и водио је клубове из Француске, Марока, Србије и Црне Горе, Бугарске, Украјине, Белгије и Русије. Бивши је селектор фудбалске репрезентације Србије.
Поред тога, Муслин је био познати играч. Играо је на позицији одбрамбеног играча за неколико клубова, међу најпознатијима су Црвена звезда и касније Лил.

## Каријера
Син Дујета Муслина из Сплита и мајке Данице из Крагујевца, Славољуб Муслин је рођен у Крагујевцу, а играо је за ОФК Београд, затим БАСК, и Рад пре него што је потписао за Црвену звезду.
Муслин је био ослонац Звездине одбране током 70-их. Кроз 6 година проведених на Маракани, играо је са највећим звездама клуба као што су између осталих Драган Џајић, Владислав Богићевић, Јован Аћимовић, Владимир Петровић, Душан Савић. Освојио је три титуле са Црвеном звездом и био је финалиста УЕФА купа у сезони 1978/79. изгубивши у финалу од Борусије Менхенгладбах.
Године 1981. прешао је у Лил, затим је наступао за Брест, да би завршио играчку каријеру у Каену.

## Тренерска каријера

### Брест
Муслин је започео своју тренерску каријеру у клубу у којем је завршио играчку каријеру, у Бресту, где је остао до 1991.

### По и Бордо
Муслин је провео три сезоне у Поу пре него што је прешао у Бордо 1995. године. Са тимом који је имао велики потенцијал и играче као што су Биксенте Лизаразу, Кристоф Дигари и будућа звезда светског фудбала Зинедин Зидан, Муслин је постигао добре резултате у УЕФА купу сезоне 1995/96. осигуравши место у 1/4 финалу. Међутим, добио је отказ пролећа 1996. године због лоших резултата у првенству, што значи да није водио екипу у 1/4 финалу, где су Жирондинци изгубили од фаворита Милана.

### Ланс
Муслин је преузео ФК Ланс лета 1996. године. Водио је тим у Првој лиги, све док није добио отказ 11. марта 1997.

### Ле Ман
Године 1997, преузео је ФК Ле Ман, али после свега неколико месеци добио је отказ новембра 1997.

### Видад
У сезони 1998/99, преузео је ФК Видад из Казабланке.

### Црвена звезда
Његов бивши клуб Црвена звезда, позвао га је лета 1999. Муслин је преузео екипу 20. септембра, која се налазила у тешкој ситуацији после отказа Милољуба Остојића због лошег старта у лиги и срамног пораза „код куће“ резултатом 0:1 (утакмица је одиграна у Софији због забране летова над ФР Југославијом због НАТО бомбардовања) од стране Монпељеа у сезони 1999/00. Поред тога што није успео да победи француски тим и да се пласира у 2. коло (његова прва утакмица), Муслин је освојио дуплу круну (лигу и куп) на импресиван начин.
Освојио је титулу и наредне сезоне, али је изгубио у финалу купа од вечитог ривала, Партизана.
Поднео је оставку 30. септембра 2001. године из непознатих разлога.

### Левски
Марта 2002. године Левски из Софије отпустио је тренера усред сезоне и понудио Муслину посао, а он је то на најбољи начин искористио, освојивши лигу и куп. Добио је отказ априла 2003. због заостатка Левског од 8 бодова за водећим тимом. Тим је касније освојио куп.

### Црвена звезда, по други пут
У јуну 2003. године, Црвена звезда га је позвала поново, после одласка Зорана Филиповића. Пролећа 2004. године, Муслин је освојио нову дуплу круну. Разлаз са Црвеном звездом је и овај пут био пун контроверзних изјава. После освајања титуле, Муслин је желео да више учествује у довођењу играча, директно инсистирајући да му се повећају могућности у раду клуба, као што је то случај са менаџерима у Енглеској. Председник Црвене звезде, Драган Џајић, није желео ништа да чује у вези тога. У једном тренутку, Џајић је изјавио медијима како је Муслин „најгора особа коју је икад срео“.

### Металург
Следећи клуб којег је преузео Муслим је био украјински Металург, којег је водио осредње успешно у сезони 2004/05. Дао је отказ 8. марта 2005, а као разлог је навео не сагласност са управом у вези будућности клуба. Његов отказ је дошао после 17. кола када је Металург заузео трећу позицију у Премијер лиги.

### Локерен
У мају 2005. преузео је Локерен где се задржао до децембра исте године.

### Локомотива
Децембра 2005, Муслин је преузео Локомотиву. Са звездом клуба Дмитријем Сичевим као вођом тима, Локомотива је започела Премијер лигу у сезони 2006. у великом стилу, преузевши прво место од почетка и не изгубивши меч 18 узастопних утакмица. Први пратилац је била екипа ЦСКА Москва, све до средине октобра, када је екипа Локомотиве изгубила водећу позицију. Муслин је већ био под притиском због ране елиминације у УЕФА купу, а после изгубљене водеће позиције добио је отказ октобра 2006.

### Локерен, по други пут
Дана 26. новембра 2006, Муслин се вратио у ФК Локерен. Стигао је усред лоше форме екипе која је заузимала 13. место. Међутим, Муслин није успео да подигне форму екипе али је ипак на крају избегао испадање из Прве лиге завршивши на позицији 16. (од 18 тимова). Лета 2007, Муслин је замењен.

### Химки
Дана 7. септембра 2007, Муслин је представљен као нови тренер ФК Химки. У време када је дошао, Химки је заузимао 11. место у Премијер лиги, само три бода изнад зоне испадања. Под његовим вођством, Химки је сезону завршио на 9. позицији, пет бодова више од зоне испадања. У сезони 2008, после 5. кола, Химки је заузимао последњу, 16. позицију изгубивши од Рубина. 14. априла 2008, Муслин је добио отказ.

### Динамо Минск
Дана 17. септембра 2008. године, Муслин је постављен за новог тренера Динама Минск, али само десет месеци касније, 27. јула 2009. године, Муслин је добио отказ у Белоруском клубу.

### Анортозис
Дана 7. августа 2009. потписује уговор са Анортозисом, једним од најпопуларнијих кипарских клубова, тимом који је претходне сезоне имао фантастичан наступ у Лиги шампиона. Добио је отказ 2010, због елиминације у 1/4 финалу националног купа, иако је тим заузимао другу позицију у првенству.

### Краснодар
2011. потписује за руски Краснодар. Овај тим је тренирао до августа 2013 године.

### Амкар Перм
Дана 17. јуна 2014. Муслин је именован за новог тренера Амкар Перма. Али након завршетка првог дела сезоне 2014/15, отпуштен је због слабих резултата.

### Стандард Лијеж
Дана 5. јуна 2015. постављен је за новог тренера Стандарда из Лијежа. На клупи овог клуба је би свега непуна три месеца, тачније до краја августа.

### Србија
Почетком маја 2016. године, постављен је за новог селектора репрезентације Србије. Током квалификација за Светско првенство у Русији бележио је добре резултате са националним тимом. Србија је те квалификације завршила као првопласирана у групи, испред Републике Ирске. Упркос томе, његов мандат на месту селектора Србије окончан је крајем октобра 2017. године.

### Ал-Феиха
Октобра 2018. преузео је саудијски фудбалски клуб Ал-Феиху. На клупи овог тима се задржао до фебруара 2019. године.

## Успеси

### Као играч
- Финалиста УЕФА купа: 1978/79.
- Прва лига Југославије (3): 1977, 1980, 1981.
- Куп Југославије: 1966.

### Као тренер
- Прва лига Марока: 1999.
- Прва лига СРЈ (2): 2000, 2001.
- Прва лига СЦГ: 2004.
- Прва лига Бугарске: 2002.
- Куп СРЈ: 2000.
- Куп СЦГ: 2004.
- Куп Бугарске: 2002.